# Stygobarnardia caprellinoides
Stygobarnardia caprellinoides is een vlokreeftensoort uit de familie van de Ingolfiellidae. De wetenschappelijke naam van de soort is voor het eerst geldig gepubliceerd in 1985 door Ruffo.